# Erotissimo
Erotissimo è un film del 1969 diretto da Gérard Pirès e interpretato da Annie Girardot, Jean Yanne e Francis Blanche.
È stato presentato in concorso alla 19ª edizione del Festival internazionale del cinema di Berlino, dove si è aggiudicato il premio UNICRIT.

## Trama
La vita dell'industriale Philippe e di sua moglie Annie è minacciata dalla routine, oltre che dall'improvvisa visita dell'ispettore Butor della tributaria. Annie si considera trascurata dal marito e si lancia in un'opera di seduzione seguendo i suggerimenti della pubblicità. Il risultato non è quello sperato, anche perché Filippo è sull'orlo della disperazione a causa della tributaria. Dopo un fallito tentativo di adulterio da parte di Annie la pace sembra tornare fra i due. Filippo liquida l'ispettore e parte in vacanza con la moglie, ma le disavventure per la coppia non sono finite.

## Distribuzione
Il film è stato distribuito in Francia dal 6 giugno 1969.

### Date di uscita
- Francia - 6 giugno 1969
- Danimarca - 15 ottobre 1969
- Belgio - 28 novembre 1969
- Portogallo - 5 febbraio 1970
- Finlandia - 27 marzo 1970
- Spagna - 29 marzo 1970
- Paesi Bassi - 25 giugno 1970
- Svezia - 10 agosto 1970
- Ungheria - 15 ottobre 1970
- Australia - 22 ottobre 1970
- Colombia - 21 gennaio 1971
- Germania Ovest - 28 maggio 1971
- Polonia - 15 ottobre 1971

## Colonna sonora
Nel 1969 la CBS ha pubblicato un 45 giri con tre brani presenti nel film, composti da William Sheller e diretti dal musicista e produttore Paul Piot. Sulla copertina compariva un disegno del fumettista Georges Wolinski.

### Tracce
Lato A
1. Erotissimo - 4:15 (scritto con Michaële)

Lato B
1. Generissimo - 1:45
2. Excitissimo - 1:10